# Octavia Sperati
Octavia Sperati est un groupe de metal gothique norvégien, originaire de Bergen. Il s'inspire de groupes tels que The Gathering, Paradise Lost ou encore My Dying Bride.

## Biographie
Le groupe est initialement formé en milieu 2000 sous le nom d'Octavia par la chanteuse Silje Wergeland, ancien membre du groupe Vulcana, aux côtés des guitaristes Gyri S. Losnegaard et Bodil Mykleburst. Après avoir recruté Silje Røyseth, compagne de Horgh (Hypocrisy, Immortal) à la batterie, le groupe démarre les répétitions. Røyseth, cependant, tombe enceinte, et est remplacée à la batterie par Hege Larsen en 2001. Cette nouvelle formation joue aux côtés du groupe Enslaved à leur tournée Monumension à Bergen. Ils jouent aussi dans des festivals comme le Hole in the Sky de Bergen, et le 1001 Watt de Skien en 2002. En 2002, Octavia devient Octavia Sperati.
Octavia Sperati publie sa première démo, Guilty, le 14 novembre 2002, avant de commencer d'autres concerts au Ride this Train de Bergen et au festival Lost Weekend en 2003. En octobre la même année sort une démo, cette fois financée par le gouvernement local après leur signature au label britannique Candlelight Records pour l'album Winter Enclosure. Un clip de la chanson Lifelines of Depths, est ensuite diffusé à la télévision norvégienne. Octavia Sperati joue en soutien à Green Carnation pendant des concerts britanniques en juin 2005. Pendant la même période, ils jouent avec le groupe de rock mélodique suisse Gotthard, puis avec Cradle of Filth et Cathedral en décembre 2005. Le batteur Kikken quitte le groupe en mai 2006, et est remplacé par Ivar Alver. En mi-octobre 2006, Octavia Sperati entre aux studio MOF de Sandefjord, avec Morfeus de Dimension F3H et Limbonic Art pour la préproduction de leur prochain album.
En février 2007, ils annoncent le titre de leur nouvel album, Grace Submerged, annoncé au label Candlelight Records le 16 mai en Norvège, et le 21 mai dans le reste de l'Europe. Toujours en février, ils annoncent le tournage d'un clip pour la chanson Moonlit du 9 au 11 mars avec le réalisateur Tommy Næss. En juillet 2008, le groupe annonce une pause à durée indéterminée.

## Discographie
- 2002 : Guilty (démo)
- 2005 : Winter Enclosure
- 2007 : Grace Submerged

## Membres

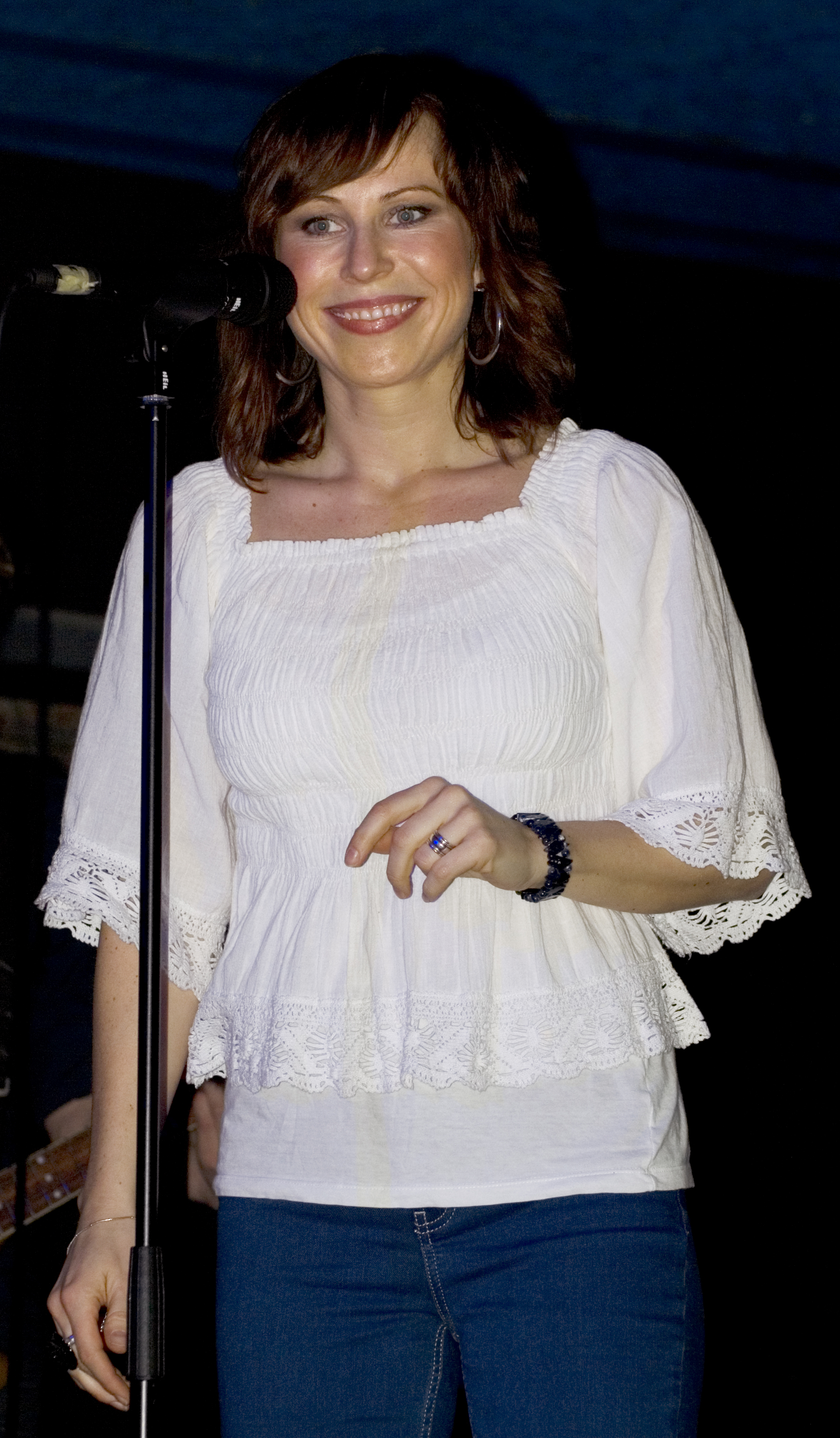
Silje Wergeland en 2010.

### Derniers membres
- Silje Wergeland - chant
- Bodil Myklebust - guitare
- Tone Midtgaard - clavier
- Ivar Alver - batterie
- Trine C. Johansen - basse
- Gyri S. Losnegaard - guitare

### Anciens membres
- Silje Røyseth - batterie (2000-2001)
- Hege S. Larsen - batterie (2001-2004)
- Cristoffer Risbakk Vegsund - batterie (2004-2006)
- Silje Wegerland - chant (1999-2006)